# Schistura maculiceps
Schistura maculiceps är en fiskart som först beskrevs av Roberts, 1989.  Schistura maculiceps ingår i släktet Schistura och familjen grönlingsfiskar. Inga underarter finns listade i Catalogue of Life.